# Berlinale 1977
La Berlinale 1977 est la 27e édition de la Berlinale, qui s'est déroulée du 24 juin 1977 au 5 juillet 1977.

## Jury
- Senta Berger (Présidente du jury)
- Ellen Burstyn
- Hélène Vager
- Rainer Werner Fassbinder
- Derek Malcolm
- Andreï Kontchalovski
- Ousmane Sembène
- Humberto Solás
- Basilio Martín Patino

## Sélections

### Compétition
La sélection officielle en compétition se compose de 22 films.
- L'Ascension (Voskhozhdenie) de Larissa Chepitko[1]
- Los albañiles de Jorge Fons[1]
- L'Anachorète (El anacoreta) de Juan Estelrich[1]
- Between the Lines de Joan Micklin Silver[2]
- Camada negra de Manuel Gutiérrez Aragón[1]
- Cyklopat de Christo Christov[2]
- Den pro mou lásku de Juraj Herz[2]
- Le Diable probablement de Robert Bresson[1]
- Don's Party de Bruce Beresford[2]
- Die Eroberung der Zitadelle de Bernhard Wicki[3],[4]
- Grete Minde de Heidi Genée[5],[4]
- Un rôle étrange (Herkulesfürdői emlék) de Pál Sándor[1]
- L'Homme qui aimait les femmes de François Truffaut[2]
- Le chat connaît l'assassin (The Late Show) de Robert Benton[1]
- Maman, je suis vivant (Mama, ich lebe) de Konrad Wolf[2]
- Nickelodeon de Peter Bogdanovich[2]
- Si les porcs avaient des ailes (Porci con le ali) de Paolo Pietrangeli[2]
- Romance sentimentale (Sentimentalnyy roman) d'Igor Maslennikov[2]
- La Boutique aux miracles (Tenda dos Milagres) de Nelson Pereira dos Santos[2]
- Vdovstvo Karoline Žašler de Matjaž Klopčič[2]
- L'Expulsion du paradis (Die Vertreibung aus dem Paradies) de Niklaus Schilling[2]
- Le Cinquième Sceau (Az ötödik pecsét) de Zoltán Fábri[2]

### Courts métrages
- Etuda o zkoušce d'Evald Schorm[1]
- Feniks de Petar Gligorovski[1]
- Ortsfremd... wohnhaft vormals Mainzerlandstraße de Hedda Rinneberg et Hans Sachs[1]

### Forum
- Ceddo d'Ousmane Sembène[2]
- Mädchen in Wittstock de Volker Koepp[2]
- Moi, Pierre Rivière, ayant égorgé ma mère, ma sœur et mon frère... de René Allio[2]
- Neuf Mois (Kilenc hónap)[2]
- Nous aurons toute la mort pour dormir de Med Hondo[2]
- Perfumed Nightmare (Mababangong Bangungot) de Kidlat Tahimik[2]

## Palmarès
- Ours d'or : L'Ascension de Larissa Chepitko
- Grand prix du jury de la Berlinale : Le Diable probablement de Robert Bresson
- Ours d'argent du meilleur acteur : Fernando Fernán Gómez pour L'Anachorète de Juan Estelrich
- Ours d'argent de la meilleure actrice : Lily Tomlin pour Le chat connaît l'assassin de Robert Benton
- Ours d'argent du meilleur réalisateur : Manuel Gutiérrez Aragón pour Camada negra